# Генеральный округ Латвия
«Генера́льный о́круг Ла́твия» (нем. Generalbezirk Lettland; латыш. Latvijas ģenerālapgabals) — административно-территориальная единица в составе рейхскомиссариата Остланд нацистской Германии с центром в городе Риге, образованная 25 июля 1941 года в ходе оккупации территории Латвии нацистской Германией во время Второй Мировой войны. Округ был упразднён 14 октября 1944 года, после занятия Риги войсками Красной армии.

## История
С первых дней Великой Отечественной войны территория Латвийской ССР стала ареной ожесточённых боев. Вместе с красноармейцами и моряками против немецких войск сражались рабочие отряды, отряды комсомольцев, члены советского и партийного актива. На территории Латвии были сформированы два добровольческих латышских полка, которые в июле — октябре 1941 года в составе 8-й армии РККА ВС СССР сражались на территории Латвии и под Ленинградом.
В то же время, среди населения Латвии были распространены антисоветские настроения и прогерманские симпатии. Также, после начала боевых действий вооружённые отряды из бывших членов ликвидированной организации айзсаргов начали нападать на отступающие малочисленные части РККА, убивать государственных служащих, партийных активистов, местных сторонников советской власти, что осложнило положение советских войск в Прибалтике.
26 июня 1941 года германские войска заняли Даугавпилс, 29 июня — Лиепаю, 1 июля — после двухдневных боёв заняли Ригу. К 8 июля 1941 года вся территория Латвии была оккупирована вермахтом.
Латвия была включена в состав рейхскомиссариата Остланд и была объявлена генеральным округом Латвия с центром в Риге. Территория Латвии была разделена на шесть округов, во главе которых находились гебитскомиссары.
Первыми были сформированы округа (нем. Kreisgebiete) Лиепая (нем. Libau), Елгава (нем. Mitau) и предместья Риги (нем. Riga-Land). 1 сентября были созданы округа: Даугавпилс (нем. Dünaburg), Рига (нем. Riga-Stadt) и Валмиера (нем. Wolmar)
18 августа 1941 года все предприятия и земли Латвии были объявлены собственностью германского государства.
Генеральным комиссаром округа Латвия был назначен Отто-Генрих Дрехслер. К концу года было назначено правительство округа, в которое вошли:
- Генеральный директор внутренних дел — Оскар Данкерс (1941—1944 годы); бывший генерал латвийский армии, командующий гарнизоном Лиепаи.
- Генеральный директор хозяйственных дел — Вольдемар Загарс (1941—1943 гг); бывший заведующий сектором торговых и сельскохозяйственных вопросов экспортного отдела Министерства финансов Латвии.
- Генеральный директор финансов — Янис Скуевицс (1942—1944); бывший начальник Департамента хозяйства Латвийской Республики и генеральный директор финансов.
- Генеральный директор юстиции — Альфред Валдманис (1941—1943): бывший министр финансов Латвийской Республики.
- Генеральный директор образования и культуры, в то время ректор Рижского университета — Мартин Приманис (1941—1944)
- Генеральный директор транспорта и связи — Оскар Лейманис (1942—1944); бывший сотрудник Главного управления латвийских железных дорог Латвийской Республики.
- Руководителем ревизионного управления Латвийского правительства был Петерис Ванагс.

На территории Латвии действовало 48 тюрем, 23 концентрационных лагеря (Саласпилс, Кайзервальд и др.) и 18 еврейских гетто. В Латвии был открыт «Ansiedlungsstab» — представительство организации, которая занималась заселением в Латвию немецких колонистов. В 1942 году по распоряжению генерального генерального комиссара Отто Дрекслера по подобию «Гитлерюгенда» была создана Организация молодёжи Латвии.
Из местного населения создавались военные формирования, участвовавшие в боевых действиях на стороне Германии. Первое коллаборационистское формирование было создано ещё в феврале 1942 года. В январе 1943 года началось формирование Латышского добровольческого легиона СС, а в марте — формирование 15-й ваффен-гренадерской дивизии войск СС.
14 января 1944 года началась Ленинградско-Новгородская операция. Немцы были отброшены от Ленинграда. 22 сентября 1944 года в Эстонию вошли передовые части 8-й армии, а также силы 8-го Эстонского стрелкового корпуса. Таллин был занят войсками Красной Армии. 28 июля 1944 генеральным комиссаром округа Латвия был назначен Ганс фон Борк. 14 октября 1944 года советские войска вошли в Ригу, и Генеральный округ Латвия прекратил своё существование.
По советским данным, за годы оккупации численность населения Латвии уменьшилась на 400 тыс. человек (более чем на 20 % от общей численности), нацистами и их пособниками было убито 313 798 советских граждан (в том числе, 39 835 детей) и 330 тысяч советских военнопленных. Десятки тысяч были заключены в тюрьмы, концлагеря и гетто, 279 615 человек были вывезены на принудительные работы в Германию.
Общий ущерб экономике Латвийской ССР в период немецкой оккупации оценивается в 20 млрд. советских рублей (в довоенных ценах). Оккупанты превратили в руины города Елгава, Даугавпилс, Резекне, Балвы, Валмиера, разрушили и взорвали практически все электростанции и ряд промышленных предприятий, 550 мостов, 1990 км железнодорожных путей (более 62 % от их общей протяженности), вывезли и вывели из строя практически весь железнодорожный подвижный состав; похитили, вывезли в Германию и вывели из строя сельхозмашины и инвентарь совхозов и МТС; конфисковали 800 тыс. голов крупного рогатого скота, 500 тыс. свиней и свыше 100 тыс. лошадей.